# Opium van het volk
Opium van het volk is een uitspraak van Karl Marx met betrekking tot religie. Met hoop op de beloning in het hiernamaals zouden onderdrukten zich schikken in hun lot.

In een artikel dat de inleiding vormde van zijn werk Zur Kritik der Hegelschen Rechtsphilosophie schreef hij in 1844:
Het fundament van de irreligieuze kritiek is: de mens maakt de religie, de religie maakt niet de mens. En wel is de religie het zelfbewustzijn en het zelfgevoel van de mens, die zichzelf óf nog niet gevonden heeft óf alweer verloren. Maar de mens, dat is de wereld van de mens, staat, maatschappij. Deze staat, deze maatschappij produceren de religie, een verkeerd bewustzijn van de wereld, omdat ze een verkeerde wereld zijn. De religie is de algemene theorie van deze wereld, haar encyclopedische samenvatting, haar logica in populaire gedaante, haar spiritualistische point d'honneur, haar enthousiasme, haar morele sanctie, haar plechtig sluitstuk, haar algemene grond van troost en rechtvaardiging. Zij is de fantastische verwerkelijking van het menselijk wezen, omdat het menselijke wezen geen ware werkelijkheid bezit. De strijd tegen de religie, is dus indirect een strijd tegen een wereld, waarvan de religie het geestelijke aroma is.

De religieuze nood is aan de ene kant de uitdrukking van de werkelijke nood en aan de andere kant het protest tegen de werkelijke nood. De religie is de zucht van de in benauwenis verkerende creatuur, het gemoed van een harteloze wereld, zoals zij de geest van de geestloze toestanden is. Zij is de opium van het volk.
Het opium van het volk, iets dat door het volk zelf is gecreëerd. Marx vond dat de mens religie zelf in het leven heeft geroepen als middel om zichzelf in een roes te helpen nu het aardse leven zo ondraaglijk was geworden. Religie helpt de arbeidersklasse dom te houden en verdedigt de uitbuiting. Religie komt voort uit de economische onderbouw van het leven, is een weerspiegeling van een bepaalde sociaal-economische ordening van de maatschappij – gecreëerd door de lagere klassen om hun zorgen te kunnen vergeten, en in stand gehouden door de hogere klasse om de uitbuiting te laten voortduren. Als de proletariërs de macht grijpen, zal de religie vanzelf een zachte dood sterven door overbodigheid. Naar de mening van Marx vraagt communisme om atheïsme en vangt communisme aan met atheïsme.

## Lenin: Opiumvoorhet volk
De Russische revolutionair Vladimir Lenin gaf een andere draai aan de uitspraak van Marx: bij hem was het opium niet van het volk, maar voor het volk, misschien met graagte genomen, maar van buitenaf toegediend. Hij sprak daar al over voor hij in 1917 leider van de Oktoberrevolutie werd die tot een marxistisch-leninistische staat leidde, gebaseerd op een eigen versie van de marxistische ideologie. Al toen hij in 1905 te Novaya Zhizn over religie publiceerde verwees hij naar Marx' opvattingen:
De godsdienst is een van de vormen van het geestelijk juk, dat overal en allerwegen op de volksmassa’s drukt, die door eeuwige arbeid voor anderen, door nood en vereenzaming terneergedrukt worden. De machteloosheid van de uitgebuite klasse in de strijd tegen de uitbuiters brengt even onvermijdelijk het geloof in een beter leven in het hiernamaals voort als de machteloosheid van de wilde in zijn strijd tegen de natuur het geloof in goden, duivels, wonderen e.d. voortbrengt. Hem, die zijn leven lang werkt en nood lijdt, leert de godsdienst deemoedigheid en lankmoedigheid hier op aarde en troost hem met de hoop op een hemelse beloning. Degenen echter, die van vreemde arbeid leven, leert de godsdienst weldadigheid hier op aarde, waarmee de religie hen een goedkope rechtvaardiging biedt voor uitbuiting en tegen redelijke prijzen toegangskaarten verkoopt voor de hemelse zaligheid. Godsdienst is opium voor het volk, als een soort geestelijke foezel waarin de slaven van het kapitaal hun menselijk aangezicht en hun aanspraken op een ook maar enigszins menswaardig bestaan verzuipen.
Lenin verschilt hierin duidelijk van Marx, omdat hij stelt dat religie (ook) wordt gebruikt door de uitbuitende bovenklasse om de onderklasse in het gareel te houden, niet (louter) omdat de onderklasse het zelf produceert.